# ماريا دي أويرفا
بلدية ماريا دي أويرفا (بالإسبانية: María de Huerva) هي بلدية تقع في مقاطعة سرقسطة التابعة لمنطقة أراغون شمال شرق إسبانيا.

## الديموغرافيا
بلغ عدد سكان بلدية ماريا دي أويرفا 5.048 نسمة عام 2011 (وفقاً للمعهد الوطني الإسباني للإحصاء).
| 849 | 922 | 1.572 | 2.498 | 3.420 | 4.444 | 5.048 |